# Wiersz schodkowy
Wiersz schodkowy – kompozycja wersyfikacyjna, w której wers o określonym metrum zostaje graficznie podzielony na dwie lub trzy linijki, w ten sposób, że jego części rozpoczynają się w coraz większej odległości od lewego marginesu strony. Występował w twórczości rosyjskiego poety Władimira Majakowskiego i jego licznych naśladowców.